# Central Coast Mariners Football Club
Central Coast Mariners Football Club é um clube de futebol profissional baseado em Gosford, Austrália. Foi um dos oito clubes fundadores da Liga Profissional de Futebol da Austrália (A-League).

## História
O Central Coast foi fundado em 2004 e compete na A-League a primeira divisão da Austrália onde já foi campeão uma vez. O clube joga partidas no Central Coast Stadium, um estádio de 20.059 lugares em Gosford; sua instalação de treinamento construída para esse propósito, o Mariners Center of Excellence, está localizada no subúrbio de Tuggerah. A instalação também abriga uma equipe de jovens que compete na Liga Nacional da Juventude. A equipe do English EFL Championship, Sheffield United, investiu no clube da Costa Central, e os Mariners têm acordos de afiliação com vários clubes internacionais.
O principal grupo de torcedores dos Mariners é conhecido como o Exército Amarelo, pela cor do kit caseiro do clube. O clube compartilha uma rivalidade com o Newcastle Jets, conhecido como F3 Derby, após o nome anterior da rodovia que liga as cidades das equipes. Matt Simon é o maior artilheiro de todos os tempos da Mariners em dezembro de 2014, com 45 gols em todas as competições. O recorde da equipe de jogos disputados é realizado por John Hutchinson, que apareceu em 263 jogos para os Mariners.
Em 2024, conquistou a Copa da AFC depois de vencer o Al-Ahed do Líbano por 1–0 na final, tornando-se o segundo clube australiano a obter um título de uma competição da Confederação Asiática.

## Títulos
| Continentais | Continentais     | Continentais | Continentais                |
| Troféu       | Competição       | Títulos      | Temporadas                  |
| ------------ | ---------------- | ------------ | --------------------------- |
|              | Copa da AFC      | 1            | 2023–24                     |
| Nacionais    |                  |              |                             |
| Troféu       | Competição       | Títulos      | Temporadas                  |
|              | A-League         | 3            | 2012-13,2022–23 e 2023–24   |
| TOTAL        |                  |              |                             |
|              | Títulos oficiais | 4            | 1 continental e 3 nacionais |